# Keith Trask
Keith Charles Trask (27 novembre 1960) è un ex canottiere neozelandese.

## Palmarès

### Olimpiadi
- 1 medaglia:
  - 1 oro (Los Angeles 1984 nel quattro senza)

### Mondiali
- 1 medaglia:
  - 1 oro (Duisburg 1983 nel quattro con)